# Marie de Bourbon (1606-1692)
Pour les articles homonymes, voir Marie de Bourbon.
Marie de Bourbon, née selon les sources le 3 mars ou le 3 mai 1606 à l'Hôtel de Soissons (Paris) et morte le 3 juin 1692 au même endroit, fut comtesse de Soissons et de Dreux du 6 juillet 1641, date de mort de son frère, Louis de Bourbon-Soissons, jusqu'à sa propre mort.

## Biographie
Elle est la fille de Charles de Bourbon-Soissons (1566-1612), comte de Soissons et de Dreux et d'Anne de Montafié (1577-1644), dame de Lucé.
Née sous le règne d'Henri IV et morte sous celui de Louis XIV, elle fut témoin des évolutions du Grand Siècle. À sa mort, son corps est placé en l'église de la chartreuse Notre-Dame de Bonne-Espérance, proche de Gaillon.
Elle épouse le 6 janvier 1625 Thomas de Savoie-Carignan (1596-1656), descendant des Maisons de Savoie, de Habsbourg, de Valois, de Médicis et d'Aviz, fils de Charles-Emmanuel Ier (1562-1630) et de Catherine-Michelle d'Autriche (1567-1597), cette dernière étant, par sa mère Élisabeth, petite-fille d'Henri II et de Catherine de Médicis, et par son père Philippe II, petite-fille de Charles Quint et d'Isabelle de Portugal.
De cette union naîtront :
1. Louise-Christine de Savoie-Carignan, (née le 1er août 1627, morte le 7 juillet 1689), qui épouse Ferdinand-Maximilien de Bade-Bade (1625-1669), d'où descendance : les Orléans ;
2. Emmanuel-Philibert de Savoie-Carignan, prince de Carignan, (né le 20 août 1628, mort le 23 avril 1709), qui épouse Angélique-Catherine d'Este (1656-1722), d'où descendance : les rois d'Italie ;
3. Joseph-Emmanuel de Savoie-Carignan (1631-1656) ;
4. Eugène-Maurice de Savoie-Carignan, comte de Soissons et de Dreux (né le 2 mars 1635, mort le 6 juin 1673), qui épouse Olympe Mancini (1638-1708), d'où descendance : le Prince Eugène.

Claude Favre de Vaugelas (1585-1650) est choisi pour être gouverneur de leurs enfants.
Elle eut la jouissance du château de Bagnolet acheté par sa mère. À sa mort, en 1692, le château sera racheté par François (ou Jean ?) Le Juge, fermier général. Ce château reviendra un peu plus tard à l'épouse de Philippe d'Orléans.

## Titres
- 3 mai 1606 - 6 janvier 1625 : Son Altesse Sérénissime Madame la princesse de Bourbon-Condé-Soissons
- 6 janvier 1625 - 6 juillet 1641 : Son Altesse Sérénissime Madame la princesse de Carignan, et la comtesse de Soissons.
- 22 janvier 1656 - 3 juin 1692 : Madame la princesse de Carignan douairière, et la comtesse de Soissons.